# ماريا كاميلا أوسوريو سيرانو
ماريا كاميلا أوسوريو سيرانو (بالإسبانية: María Camila Osorio Serrano) هي لاعب كرة مضرب كولومبية، ولدت في 22 ديسمبر 2001 في كوكوتا في كولومبيا.

## وصلات خارجية
- ماريا كاميلا أوسوريو سيرانو على موقع رابطة محترفات التنس (الإنجليزية)
- ماريا كاميلا أوسوريو سيرانو على موقع الاتحاد الدولي لكرة المضرب (الإنجليزية)
- ماريا كاميلا أوسوريو سيرانو على موقع كأس بيلي جين كينغ (الإنجليزية)
- ماريا كاميلا أوسوريو سيرانو على موقع بطولة ويمبلدون (الإنجليزية)
- ماريا كاميلا أوسوريو سيرانو على موقع خلاصة التنس.كوم (الإنجليزية)
- ماريا كاميلا أوسوريو سيرانو على موقع اللجنة الأولمبية الدولية (الإنجليزية)
- ماريا كاميلا أوسوريو سيرانو على موقع أوليمبيديا (الإنجليزية)